# Serie B 1920-1921
La Serie B 1920-1921 è stata la 21ª edizione del campionato svizzero di calcio di Serie B (seconda divisione). La squadra vincitrice è stata il Soletta.

## Gruppo Ovest 1

### Squadre partecipanti
| Club                      | Stagione | Città   | Stadio                 | Stagione precedente |
| ------------------------- | -------- | ------- | ---------------------- | ------------------- |
| Amicale Abattoirs Ginevra | dettagli | Ginevra |                        | Gruppo Ovest 1      |
| Club Athletique Ginevra   | dettagli | Ginevra |                        | Gruppo Ovest 1      |
| Étoile Carouge            | dettagli | Carouge | Stade de la Fontenette | Gruppo Ovest 1      |
| Ginevra (II)              | dettagli | Ginevra |                        | Gruppo Ovest 1      |
| Servette (II)             | dettagli | Ginevra | Stade des Charmilles   | Gruppo Ovest 1      |
| Urania Ginevra (II)       | dettagli | Ginevra | Stade de Frontenex     | Gruppo Ovest 1      |

### Classifica finale
|  | Pos. | Squadra                   | Pt | G  | V | N | P | GF | GS | DR  |
|  | ---- | ------------------------- | -- | -- | - | - | - | -- | -- | --- |
|  | 1.   | Urania Ginevra            | 16 | 10 | 7 | 2 | 1 | 38 | 11 | +27 |
|  | 2.   | Étoile Carouge            | 13 | 10 | 6 | 1 | 3 | 28 | 20 | +8  |
|  | 3.   | Servette(II)              | 13 | 10 | 6 | 1 | 3 | 25 | 18 | +7  |
|  | 4.   | Amicale Abattoirs Ginevra | 10 | 10 | 5 | 0 | 5 | 11 | 18 | -7  |
|  | 5.   | Ginevra (II)              | 7  | 10 | 3 | 1 | 6 | 13 | 29 | -16 |
|  | 6.   | Club Athletique Ginevra   | 1  | 10 | 0 | 1 | 9 | 6  | 32 | -26 |

Legenda:

      Ammesso alla finale per la promozione in Serie A 1923-1924.
      Retrocesso in Serie B 1923-1924.
Note:

Due punti a vittoria, uno a pareggio, zero a sconfitta.

## Gruppo Ovest 2

### Squadre partecipanti
| Club                 | Stagione | Città             | Stadio               | Stagione precedente |
| -------------------- | -------- | ----------------- | -------------------- | ------------------- |
| Concordia Yverdon    | dettagli | Yverdon           | Concordia Parc       | Gruppo Ovest 2      |
| Forward Morges       | dettagli | Morges            |                      | Gruppo Ovest 1      |
| Étoile-Sporting (II) | dettagli | La Chaux-de-Fonds | Stade Les Foulets    | Gruppo Ovest 2      |
| Losanna (II)         | dettagli | Losanna           | Stade de la Pontaise | Gruppo Ovest 1      |
| Montchoisi-Sports    | dettagli | Losanna           |                      | Gruppo Ovest 1      |
| Montreux-Sports (II) | dettagli | Losanna           | Stade de la Pontaise | Gruppo Ovest 1      |
| Signal Losanna       | dettagli | Losanna           |                      | Gruppo Ovest 1      |
| Vevey                | dettagli | Vevey             |                      | Gruppo Ovest 1      |
| Vignoble             | dettagli | Cully             |                      | Gruppo Ovest 1      |

### Classifica finale
|  | Pos. | Squadra                   | Pt | G  | V  | N | P  | GF | GS | DR  |
|  | ---- | ------------------------- | -- | -- | -- | - | -- | -- | -- | --- |
|  | 1.   | Concordia Yverdon         | 25 | 14 | 12 | 1 | 1  | 54 | 14 | +40 |
|  | 2.   | Vevey                     | 18 | 14 | 9  | 0 | 5  | 43 | 31 | +12 |
|  | 3.   | Forward Morges            | 17 | 14 | 8  | 1 | 5  | 40 | 26 | +14 |
|  | 4.   | Signal Losanna            | 15 | 14 | 7  | 1 | 6  | 29 | 26 | +3  |
|  | 5.   | Montchoisi-Sports Losanna | 14 | 14 | 6  | 2 | 6  | 25 | 30 | -5  |
|  | 6.   | Losanna (II)              | 12 | 14 | 5  | 2 | 7  | 33 | 44 | -11 |
|  | 7.   | Montreux-Sports (II)      | 8  | 14 | 3  | 2 | 9  | 22 | 37 | -15 |
|  | 8.   | Vignoble                  | 3  | 14 | 0  | 3 | 11 | 17 | 55 | -38 |

Legenda:

      Ammesso alla finale per la promozione in Serie A 1923-1924.
      Retrocesso in Serie B 1923-1924.
Note:

Due punti a vittoria, uno a pareggio, zero a sconfitta.

## Gruppo Ovest 3

### Squadre partecipanti
| Club                               | Stagione | Città      | Stadio              | Stagione precedente    |
| ---------------------------------- | -------- | ---------- | ------------------- | ---------------------- |
| Areuse                             | dettagli | Couvet     |                     | 6º posto in Division 2 |
| Cantonal Neuchâtel (II)            | dettagli | Neuchâtel  | Stade du Crêt       | 6º posto in Division 2 |
| Chatelaine Recordam                | dettagli | Chatelaine | Stade du Crêt       | 6º posto in Division 2 |
| Template:Calcio Helvetia Neuchatel | dettagli | Neuchâtel  | Stade Saint-Léonard | 6º posto in Division 2 |
| Xamax Neuchâtel                    | dettagli | Neuchâtel  |                     | 6º posto in Division 2 |

### Classifica finale
|  | Pos. | Squadra                 | Pt | G | V | N | P | GF | GS | DR  |
|  | ---- | ----------------------- | -- | - | - | - | - | -- | -- | --- |
|  | 1.   | Xamax Neuchâtel         | 12 | 6 | 6 | 0 | 0 | 25 | 5  | +20 |
|  | 2.   | Chatelaine Recordam     | 5  | 6 | 2 | 1 | 3 | 10 | 13 | -3  |
|  | 3.   | Cantonal Neuchâtel (II) | 4  | 6 | 1 | 2 | 3 | 10 | 18 | -8  |
|  | 3.   | Helvetia Neuchâtel      | 3  | 6 | 1 | 1 | 4 | 8  | 17 | -9  |
|  | 5.   | Couvet                  | -  | - | - | - | - | -  | -  |     |

Legenda:

      Ammesso alla finale per la promozione in Serie A 1920-1921.
      Retrocesso in Serie B 1920-1921.
Note:

Due punti a vittoria, uno a pareggio, zero a sconfitta.

## Gruppo Ovest 4

### Squadre partecipanti
| Club                   | Stagione | Città             | Stadio                | Stagione precedente |
| ---------------------- | -------- | ----------------- | --------------------- | ------------------- |
| Étoile-Sporting (II)   | dettagli | La Chaux-de-Fonds | Stade de la Charrière | Gruppo Ovest 2      |
| La Chaux-de-Fonds (II) | dettagli | La Chaux-de-Fonds | Stade de la Charrière | Gruppo Ovest 2      |
| Floria                 | dettagli | La Chaux-de-Fonds | Stade des Pâquerettes | Gruppo Ovest 2      |
| Le Locle-Sports        | dettagli | Le Locle          |                       | Gruppo Ovest 2      |

### Classifica finale
|  | Pos. | Squadra               | Pt | G | V | N | P | GF | GS | DR  |
|  | ---- | --------------------- | -- | - | - | - | - | -- | -- | --- |
|  | 1.   | Étoile-Sporting (II)  | 12 | 6 | 6 | 0 | 0 | 27 | 5  | +22 |
|  | 2.   | La Chaux-de-Fonds(II) | 5  | 5 | 2 | 1 | 2 | 8  | 6  | +2  |
|  | 3.   | Le Locle              | 2  | 5 | 1 | 0 | 4 | 6  | 18 | -12 |
|  | 4.   | Floria                | 1  | 4 | 0 | 1 | 3 | 5  | 17 | -12 |

Legenda:

      Ammesso alla finale per la promozione in Serie A 1923-1924.
      Retrocesso in Serie B 1923-1924.
Note:

Due punti a vittoria, uno a pareggio, zero a sconfitta.

## Finali gruppi ovest (1, 2, 3 e 4)
- S'incontrano le quattre squadre vincenti i rispettivi gironi.

|                   | Risultato |                      | Luogo e data             |  |
| ----------------- | --------- | -------------------- | ------------------------ |  |
| Concordia Yverdon | 4 - 3     | Étoile-Sporting (II) | Colombier, 20 marzo 1921 |  |
| Urania Ginevra    | 4 - 2     | Xamax Neuchâtel      | Losanna, 20 marzo 1921   |  |
| Urania Ginevra    | 5 - 0     | Étoile-Sporting (II) | Yverdon, 3 aprile 1921   |  |
| Concordia Yverdon | 3 - 1     | Xamax Neuchâtel      | Friborgo, 10 aprile 1921 |  |
| Concordia Yverdon | 2 - 0     | Urania Ginevra       | Losanna, 17 aprile 1921  |  |
| Urania Ginevra    | 1 - 0     | Concordia Yverdon    | Losanna, 24 aprile 1921  |  |
| Xamax Neuchâtel   | [ 4 ]     | Étoile-Sporting (II) | -, 24 aprile 1921        |  |

### Classifica finale
|  | Pos. | Squadra              | Pt | G | V | N | P | GF | GS | DR |
|  | ---- | -------------------- | -- | - | - | - | - | -- | -- | -- |
|  | 1.   | Urania Ginevra       | 6  | 3 | 3 | 0 | 0 | 10 | 2  | +8 |
|  | 2.   | Concordia Yverdon    | 4  | 3 | 2 | 0 | 1 | 7  | 5  | +2 |
|  | 3.   | Xamax Neuchâtel      | 0  | 2 | 0 | 0 | 2 | 3  | 7  | -4 |
|  | 4.   | Étoile-Sporting (II) | 0  | 2 | 0 | 0 | 2 | 3  | 9  | -6 |

Legenda:

      Ammessa alla finale per la promozione in Serie A 1921-1922.
Note:

Due punti a vittoria, uno a pareggio, zero a sconfitta.

## Gruppo centrale 1

### Squadre partecipanti
| Club       | Stagione | Città      | Stadio          | Stagione precedente |
| ---------- | -------- | ---------- | --------------- | ------------------- |
| Berna (II) | dettagli | Berna      | Stadion Neufeld | Gruppo Centrale 1   |
| Burgdorf   | dettagli | Burgdorf   |                 | Gruppo Centrale 1   |
| Friburgo   | dettagli | Friborgo   |                 | Gruppo Centrale 1   |
| Interlaken | dettagli | Interlaken |                 | Gruppo Centrale 1   |
| Thun       | dettagli | Thun       |                 | Gruppo Centrale 1   |
| Young Boys | dettagli | Berna      |                 | Gruppo Centrale 1   |
| WEF Berna  | dettagli | Berna      |                 | Gruppo Centrale 1   |

### Classifica finale
|  | Pos. | Squadra         | Pt | G  | V  | N | P  | GF | GS | DR  |
|  | ---- | --------------- | -- | -- | -- | - | -- | -- | -- | --- |
|  | 1.   | Young Boys (II) | 21 | 12 | 10 | 1 | 1  | 46 | 9  | +37 |
|  | 2.   | WEF Berna       | 21 | 12 | 10 | 1 | 1  | 42 | 14 | +28 |
|  | 3.   | Berna (II)      | 16 | 12 | 7  | 2 | 3  | 49 | 20 | +29 |
|  | 4.   | Thun            | 8  | 12 | 3  | 2 | 7  | 22 | 30 | -8  |
|  | 5.   | Burgdorf        | 8  | 12 | 3  | 2 | 7  | 18 | 33 | -15 |
|  | 6.   | Friburgo        | 7  | 12 | 3  | 1 | 8  | 17 | 41 | -24 |
|  | 7.   | Interlaken      | 3  | 12 | 1  | 1 | 10 | 6  | 53 | -47 |

Legenda:

      Ammesso alla finale per la promozione in Serie A 1921-1922.
      Retrocesso in Serie B 1921-1922.
Note:

Due punti a vittoria, uno a pareggio, zero a sconfitta.

### Spareggio Gruppo Centrale 1
- S'incontrano in uno spareggio, le due squadre arrivate al primo posto a pari punti.

|                 | Risultato |           | Luogo e data         |  |
| --------------- | --------- | --------- | -------------------- |  |
| Young Boys (II) | 3 - 1     | WEF Berna | Berna, 20 marzo 1921 |  |

## Gruppo centrale 2

### Squadre partecipanti
| Club                       | Stagione | Città    | Stadio | Stagione precedente |
| -------------------------- | -------- | -------- | ------ | ------------------- |
| Template:Calcio Aarau (II) | dettagli | Aarau    |        | Gruppo Centrale 1   |
| Bienne                     | dettagli | Bienna   |        | Gruppo Centrale 1   |
| Cercle des Sports Bienne   | dettagli | Bienna   |        | Gruppo Centrale 1   |
| Grenchen                   | dettagli | Grenchen |        | Gruppo Centrale 1   |
| Olten                      | dettagli | Olten    |        | Gruppo Centrale 1   |
| Soletta                    | dettagli | Soletta  |        | Gruppo Centrale 1   |

### Classifica finale
|  | Pos. | Squadra                  | Pt | G  | V | N | P | GF | GS | DR  |
|  | ---- | ------------------------ | -- | -- | - | - | - | -- | -- | --- |
|  | 1.   | Soletta                  | 18 | 10 | 9 | 0 | 1 | 35 | 13 | +12 |
|  | 2.   | Grenchen                 | 15 | 10 | 7 | 1 | 2 | 36 | 14 | -12 |
|  | 3.   | Olten                    | 9  | 10 | 4 | 1 | 5 | 28 | 36 | -8  |
|  | 4.   | Cercle des Sports Bienne | 7  | 10 | 2 | 3 | 5 | 21 | 25 | -4  |
|  | 5.   | Aarau (II)               | 6  | 10 | 2 | 2 | 6 | 11 | 26 | -15 |
|  | 6.   | Bienne (II)              | 5  | 10 | 2 | 1 | 7 | 10 | 27 | -17 |

Legenda:

      Ammesso alla finale per la promozione in Serie A 1923-1924.
      Retrocesso in Serie B 1923-1924.
Note:

Due punti a vittoria, uno a pareggio, zero a sconfitta.

## Gruppo centrale 2

### Squadre partecipanti
| Club              | Stagione | Città   | Stadio | Stagione precedente |
| ----------------- | -------- | ------- | ------ | ------------------- |
| Basilea (II)      | dettagli | Basilea |        | Gruppo Centrale 1   |
| Breite Basilea    | dettagli | Basilea |        | Gruppo Centrale 1   |
| Concordia Basilea | dettagli | Basilea |        | Gruppo Centrale     |
| Helvetik          | dettagli | Basilea |        | Gruppo Centrale 1   |
| Liestal           | dettagli | Liestal |        | Gruppo Centrale 1   |
| Nordstern         | dettagli | Basilea |        | Gruppo Centrale 1   |
| Old Boys Basilea  | dettagli | Basilea |        | Gruppo Centrale 1   |

### Classifica finale
|  | Pos. | Squadra               | Pt | G  | V  | N | P  | GF | GS | DR  |
|  | ---- | --------------------- | -- | -- | -- | - | -- | -- | -- | --- |
|  | 1.   | Concordia Basilea     | 23 | 14 | 11 | 1 | 2  | 40 | 9  | +31 |
|  | 2.   | Nordstern             | 17 | 14 | 6  | 5 | 3  | 30 | 22 | +8  |
|  | 3.   | Breite Basilea        | 16 | 14 | 6  | 4 | 4  | 30 | 19 | +11 |
|  | 4.   | Helvetik Basilea      | 15 | 14 | 5  | 5 | 4  | 16 | 18 | -2  |
|  | 5.   | Old Boys Basilea (II) | 14 | 14 | 6  | 2 | 6  | 25 | 29 | -4  |
|  | 6.   | Black Stars Basilea   | 13 | 14 | 6  | 1 | 7  | 27 | 25 | +2  |
|  | 7.   | Basilea (II)          | 12 | 14 | 3  | 6 | 5  | 21 | 19 | +2  |
|  | 8.   | Liesten               | 2  | 14 | 0  | 2 | 12 | 8  | 56 | -48 |

Legenda:

      Ammesso alla finale per la promozione in Serie A 1921-1922.
      Retrocesso in Serie B 1921-1922.
Note:

Due punti a vittoria, uno a pareggio, zero a sconfitta.

## Finali gruppi Centrali (1, 2 e 3)
- S'incontrano le tre squadre vincenti i rispettivi gironi.

|                   | Risultato |                   | Luogo e data        |  |
| ----------------- | --------- | ----------------- | ------------------- |  |
| Concordia Basilea | 1 - 1     | Soletta           | ?, 20 febbraio 1921 |  |
| Soletta           | 3 - 1     | Young Boys (II)   | ?, 27 febbraio 1921 |  |
| Concordia Basilea | 4 - 1     | Young Boys (II)   | ?, 6 marzo 1921     |  |
| Soletta           | 3 - 2     | Concordia Basilea | ?, 13 marzo 1921    |  |

### Classifica finale
|  | Pos. | Squadra           | Pt | G | V | N | P | GF | GS | DR |
|  | ---- | ----------------- | -- | - | - | - | - | -- | -- | -- |
|  | 1.   | Soletta           | 3  | 2 | 1 | 1 | 0 | 4  | 2  | +2 |
|  | 2.   | Concordia Basilea | 3  | 2 | 1 | 1 | 0 | 5  | 2  | +3 |
|  | 3.   | Young Boys (II)   | 0  | 2 | 0 | 1 | 2 | 2  | 7  | -5 |

Legenda:

      Ammessa alla finale per la promozione in Serie A 1921-1922.
Note:

Due punti a vittoria, uno a pareggio, zero a sconfitta.

## Gruppo Est 1.1

### Squadre partecipanti
| Club       | Stagione | Città      | Stadio | Stagione precedente |
| ---------- | -------- | ---------- | ------ | ------------------- |
| Bellinzona | dettagli | Bellinzona | ...    | Serie B 1919-1920   |
| Lugano     | dettagli | Lugano     | ...    | Serie B 1919-1920   |

### Risultati
|            | Risultato |            | Luogo e data |  |
| ---------- | --------- | ---------- | ------------ |  |
| Bellinzona | ? - ?     | Lugano     | ?, ? ? 1921  |  |
| Lugano     | ? - ?     | Bellinzona | ?, ? ? 1921  |  |

### Spareggio
|        | Risultato |            | Luogo e data              |  |
| ------ | --------- | ---------- | ------------------------- |  |
| Lugano | 1 - 0     | Bellinzona | Locarno, 20 febbraio 1921 |  |

## Gruppo Est 1.2

### Squadre partecipanti
| Club              | Stagione | Città   | Stadio | Stagione precedente |
| ----------------- | -------- | ------- | ------ | ------------------- |
| Grasshoppers (II) | dettagli | Zurigo  | ...    | Serie B 1919-1920   |
| Kickers Lucerna   | dettagli | Lucerna | ...    | Serie B 1919-1920   |
| Lucerna (II)      | dettagli | Lucerna | ...    | Serie B 1919-1920   |
| Wohlen            | dettagli | Wohlen  | ...    | Serie B 1919-1920   |

### Classifica finale
|  | Pos. | Squadra           | Pt | G | V | N | P | GF | GS | DR  |
|  | ---- | ----------------- | -- | - | - | - | - | -- | -- | --- |
|  | 1.   | Kickers Lucerna   | 9  | 6 | 4 | 1 | 1 | 12 | 5  | +7  |
|  | 2.   | Lucerna (II)      | 8  | 6 | 4 | 0 | 2 | 12 | 6  | +6  |
|  | 3.   | Wohlen            | 5  | 6 | 1 | 3 | 2 | 5  | 7  | -2  |
|  | 4.   | Grasshoppers (II) | 2  | 6 | 1 | 2 | 4 | 4  | 15 | -11 |

Legenda:

      Ammessa alla finale per la promozione in Serie A 1921-1922.
Note:

Due punti a vittoria, uno a pareggio, zero a sconfitta.

## Gruppo Est 1.3

### Squadre partecipanti
| Club                 | Stagione | Città      | Stadio | Stagione precedente |
| -------------------- | -------- | ---------- | ------ | ------------------- |
| Baden                | dettagli | Baden      | ...    | Serie B 1919-1920   |
| Ballspielclub Zurigo | dettagli | Zurigo     | ...    | Serie B 1919-1920   |
| Neumünster (II)      | dettagli | Neumünster | ...    | Serie B 1919-1920   |
| Oerlikon             | dettagli | Zurigo     | ...    | Serie B 1919-1920   |
| Sirius               | dettagli | Zurigo     | ...    | Serie B 1919-1920   |

### Classifica finale
|  | Pos. | Squadra              | Pt | G | V | N | P | GF | GS | DR  |
|  | ---- | -------------------- | -- | - | - | - | - | -- | -- | --- |
|  | 1.   | Baden                | 14 | 8 | 7 | 0 | 1 | 25 | 8  | +17 |
|  | 2.   | Oerlikon             | 10 | 8 | 4 | 2 | 2 | 22 | 18 | +4  |
|  | 3.   | Sirius               | 9  | 8 | 4 | 1 | 3 | 16 | 14 | +2  |
|  | 4.   | Neumünster (II)      | 5  | 8 | 1 | 3 | 4 | 20 | 26 | -6  |
|  | 5.   | Ballspielclub Zurigo | 2  | 8 | 1 | 0 | 7 | 14 | 31 | -17 |

Legenda:

      Ammessa alla finale per la promozione in Serie A 1921-1922.
Note:

Due punti a vittoria, uno a pareggio, zero a sconfitta.

## Gruppo Est 1.4

### Squadre partecipanti
| Club                   | Stagione | Città   | Stadio | Stagione precedente |
| ---------------------- | -------- | ------- | ------ | ------------------- |
| Blue Stars Zurigo (II) | dettagli | Zurigo  | ...    | Serie B 1919-1920   |
| Diana                  | dettagli | Zurigo  | ...    | Serie B 1919-1920   |
| Thalwil                | dettagli | Thalwil | ...    | Serie B 1919-1920   |
| Young Fellows          | dettagli | Zurigo  | ...    | Serie B 1919-1920   |
| Zurigo (II)            | dettagli | Zurigo  | ...    | Serie B 1919-1920   |

### Classifica finale
|  | Pos. | Squadra           | Pt | G | V | N | P | GF | GS | DR  |
|  | ---- | ----------------- | -- | - | - | - | - | -- | -- | --- |
|  | 1.   | Blue Stars Zurigo | 16 | 8 | 8 | 0 | 0 | 22 | 4  | +18 |
|  | 2.   | Thalwil           | 8  | 8 | 3 | 2 | 3 | 13 | 11 | +2  |
|  | 3.   | Diana             | 7  | 8 | 3 | 1 | 4 | 15 | 18 | -3  |
|  | 4.   | Zurigo (II)       | 7  | 8 | 3 | 1 | 4 | 8  | 15 | -7  |
|  | 5.   | Young Fellows     | 2  | 8 | 1 | 0 | 7 | 7  | 17 | -10 |

Legenda:

      Ammessa alla finale per la promozione in Serie A 1921-1922.
Note:

Due punti a vittoria, uno a pareggio, zero a sconfitta.

## Finali Gruppi Est  (1.1, 1.2, 1.3 e 1.4)
- S'incontrano le quattro squadre vincenti i rispettivi gironi.

|                   | Risultato |                        | Luogo e data              |  |
| ----------------- | --------- | ---------------------- | ------------------------- |  |
| Lugano            | 2 - 0     | Baden                  | Lucerna, 27 febbraio 1921 |  |
| Blue Stars Zurigo | 2 - 0     | Kickers Lucerna (II)   | ?, 27 febbraio 1921       |  |
| Baden             | 5 - 0     | Kickers Lucerna (II)   | ?, 6 marzo 1921           |  |
| Lugano            | 3 - 2     | Blue Stars Zurigo (II) | Bellinzona, 13 marzo 1921 |  |
| Baden             | 1 - 0     | Blue Stars Zurigo      | ?, 20 marzo 1921          |  |
| Lugano            | [ 6 ]     | Kickers Lucerna (II)   | ?, 27 febbraio 1921       |  |

### Classifica finale
|  | Pos. | Squadra           | Pt | G | V | N | P | GF | GS | DR |
|  | ---- | ----------------- | -- | - | - | - | - | -- | -- | -- |
|  | 1.   | Baden             | 4  | 3 | 2 | 0 | 1 | 6  | 2  | +4 |
|  | 2.   | Lugano            | 4  | 2 | 2 | 0 | 0 | 4  | 2  | +2 |
|  | 3.   | Blue Stars Zurigo | 2  | 3 | 1 | 0 | 2 | 4  | 3  | +1 |
|  | 4.   | Kickers Lucerna   | 0  | 2 | 0 | 0 | 2 | 0  | 7  | -7 |

Legenda:

      Ammesso alla finale per la promozione in Serie A 1923-1924.
      Retrocesso in Serie B 1923-1924.
Note:

Due punti a vittoria, uno a pareggio, zero a sconfitta.

## Finali Gruppi Est  (1.1, 1.2, 1.3 e 1.4) Spareggio
- S'incontrano le squadre arrivate al primo posto a pari punti.

|       | Risultato |        | Luogo e data               |  |
| ----- | --------- | ------ | -------------------------- |  |
| Baden | 1 - 0     | Lugano | Bellinzona, 17 aprile 1921 |  |

## Gruppo Est 2.1

### Squadre partecipanti
| Club           | Stagione | Città      | Stadio | Stagione precedente |
| -------------- | -------- | ---------- | ------ | ------------------- |
| Arbon          | dettagli | Arbon      | ...    | Serie B 1919-1920   |
| Brühl (II)     | dettagli | San Gallo  | ...    | Serie B 1919-1920   |
| Romanshorn     | dettagli | Romanshorn | ...    | Serie B 1919-1920   |
| Rorschach      | dettagli | Rorschach  | ...    | Serie B 1919-1920   |
| San Gallo (II) | dettagli | San Gallo  | ...    | Serie B 1919-1920   |

### Classifica finale
|  | Pos. | Squadra        | Pt | G | V | N | P | GF | GS | DR  |
|  | ---- | -------------- | -- | - | - | - | - | -- | -- | --- |
|  | 1.   | San Gallo (II) | 14 | 8 | 7 | 0 | 1 | 37 | 10 | +27 |
|  | 2.   | Brühl (II)     | 11 | 8 | 5 | 1 | 2 | 17 | 7  | +7  |
|  | 3.   | Romanshorn     | 9  | 8 | 4 | 1 | 3 | 14 | 10 | +4  |
|  | 4.   | Arbon          | 4  | 8 | 2 | 0 | 6 | 11 | 17 | -6  |
|  | 5.   | Rorschach      | 2  | 8 | 1 | 0 | 7 | 5  | 41 | -36 |

Legenda:

      Ammessa alla finale per la promozione in Serie A 1921-1922.
Note:

Due punti a vittoria, uno a pareggio, zero a sconfitta.

## Gruppo Est 2.2

### Squadre partecipanti
| Club             | Stagione | Città     | Stadio | Stagione precedente |
| ---------------- | -------- | --------- | ------ | ------------------- |
| Fortuna          | dettagli | Bruggen   | ...    | Serie B 1919-1920   |
| Herisau          | dettagli | Herisau   | ...    | Serie B 1919-1920   |
| San Gallo (II B) | dettagli | San Gallo | ...    | Serie B 1919-1920   |
| Wil              | dettagli | Wil       | ...    | Serie B 1919-1920   |

### Classifica finale
|  | Pos. | Squadra          | Pt | G | V | N | P | GF | GS | DR  |
|  | ---- | ---------------- | -- | - | - | - | - | -- | -- | --- |
|  | 1.   | Wil              | 9  | 6 | 4 | 1 | 1 | 14 | 6  | +8  |
|  | 2.   | San Gallo (II B) | 7  | 6 | 3 | 1 | 2 | 14 | 12 | +2  |
|  | 3.   | Fortuna          | 6  | 6 | 2 | 2 | 2 | 13 | 9  | +4  |
|  | 4.   | Herisau          | 2  | 6 | 1 | 0 | 5 | 3  | 17 | -14 |

Legenda:

      Ammessa alla finale per la promozione in Serie A 1921-1922.
Note:

Due punti a vittoria, uno a pareggio, zero a sconfitta.

## Gruppo Est 2.3

### Squadre partecipanti
| Club             | Stagione | Città      | Stadio | Stagione precedente |
| ---------------- | -------- | ---------- | ------ | ------------------- |
| Frauenfeld       | dettagli | Frauenfeld | ...    | Serie B 1919-1920   |
| Oberwinterthur   | dettagli | Winterthur | ...    | Serie B 1919-1920   |
| Sparta Sciaffusa | dettagli | Sciaffusa  | ...    | Serie B 1919-1920   |
| Veltheim         | dettagli | Veltheim   | ...    | Serie B 1919-1920   |
| Winterthur (II)  | dettagli | Winterthur | ...    | Serie B 1919-1920   |

### Classifica finale
|  | Pos. | Squadra          | Pt | G  | V | N | P | GF | GS | DR  |
|  | ---- | ---------------- | -- | -- | - | - | - | -- | -- | --- |
|  | 1.   | Veltheim         | 15 | 10 | 6 | 3 | 1 | 20 | 4  | +16 |
|  | 2.   | Sparta Sciaffusa | 10 | 10 | 3 | 4 | 3 | 15 | 14 | +1  |
|  | 3.   | Töss             | 9  | 10 | 3 | 3 | 4 | 13 | 14 | -1  |
|  | 4.   | Oberwinterthur   | 9  | 10 | 4 | 1 | 5 | 15 | 22 | -7  |
|  | 5.   | Frauenfeld       | 9  | 10 | 4 | 1 | 5 | 15 | 22 | -1  |
|  | 6.   | Winterthur (II)  | 8  | 10 | 3 | 2 | 5 | 14 | 16 | -2  |

Legenda:

      Ammessa alla finale per la promozione in Serie A 1921-1922.
Note:

Due punti a vittoria, uno a pareggio, zero a sconfitta.

## Finali Gruppi Est  (2.1, 2.2, e 2.3)
- S'incontrano le tre squadre vincenti i rispettivi gironi.

|                | Risultato |          | Luogo e data              |  |
| -------------- | --------- | -------- | ------------------------- |  |
| San Gallo (II) | 1 - 0     | Wil      | Lucerna, 20 febbraio 1921 |  |
| San Gallo (II) | 1 - 0     | Veltheim | ?, 27 febbraio 1921       |  |
| Wil            | [ 7 ]     | Veltheim | ?, 6 marzo 1921           |  |

## Finale Gruppi Est
- S'incontrano le due squadre vincenti i gruppi Est.

|       | Risultato |                | Luogo e data               |  |
| ----- | --------- | -------------- | -------------------------- |  |
| Baden | 4 - 1     | San Gallo (II) | Winterthur, 24 aprile 1921 |  |

## Fase finale
- S'incontrano le tre squadre vincenti gli spareggi regionali.

|                | Risultati |                | Luogo e data          |  |
| -------------- | --------- | -------------- | --------------------- |  |
| Soletta        | 1 - 0     | Baden          | Aarau, 12 giugno 1921 |  |
| Soletta        | 1 - 1     | Urania Ginevra | Berna, 12 giugno 1921 |  |
| Urania Ginevra | 3 - 1     | Baden          | Berna, 19 giugno 1921 |  |

### Classifica finale
|  | Pos. | Squadra        | Pt | G | V | N | P | GF | GS | DR |
|  | ---- | -------------- | -- | - | - | - | - | -- | -- | -- |
|  | 1.   | Soletta        | 3  | 2 | 1 | 1 | 0 | 2  | 1  | +1 |
|  | 2.   | Urania Ginevra | 3  | 2 | 1 | 1 | 0 | 4  | 2  | +2 |
|  | 3.   | Baden          | 0  | 2 | 0 | 0 | 2 | 1  | 4  | -3 |

Legenda:

      Campione di Svizzera di Serie B.
Note:

Due punti a vittoria, uno a pareggio, zero a sconfitta.

## Fase finale  (Spareggio)
- È necessario uno spareggio per stabilire la squadra vincitrice del Girone.

|         | Risultati |                | Luogo e data             |  |
| ------- | --------- | -------------- | ------------------------ |  |
| Soletta | 3 - 2     | Urania Ginevra | Friborgo, 26 giugno 1921 |  |